# فرودگاه محلی گتیزبرگ
فرودگاه محلی گتیزبرگ (به انگلیسی: Gettysburg Regional Airport) یک فرودگاه همگانی با کد یاتا GTY است . این فرودگاه در کشور ایالات متحده آمریکا قرار دارد و در ارتفاع ۱۸۰ متری از سطح دریا واقع شده‌است.